# Matwij Bobal (ur. 1984)
Matwij Matwijowycz Bobal, ukr. Матвій Матвійович Бобаль (ur. 27 maja 1984 w Użhorodzie) – ukraiński piłkarz, grający na pozycji napastnika, a wcześniej pomocnika.

## Kariera piłkarska

### Kariera klubowa
Wychowanek klubu SDJuSzOR Zakarpattia Użhorod oraz Internatu Sportowego we Lwowie. Pierwszy trener - Mychajło Iwanycia. W 2000 rozpoczął karierę piłkarską w miejscowym klubie Zakarpattia Użhorod. Na początku 2001 przeszedł do CSKA Kijów, ale już latem powrócił do Zakarpattia. W 2004 został piłkarzem Tawrija Symferopol, ale tylko 2 razy wychodził na boisko w podstawowym składzie, dlatego latem przeniósł się do Krymtepłyci Mołodiżne. Na początku 2006 zmienił klub na IhroSerwis Symferopol. Zimą 2006 podpisał ponownie 2-letni kontrakt z Tawriją Symferopol. W lipcu 2010 po raz drugi powrócił do Zakarpattia. Latem 2011 wyjechał do Mołdawii, gdzie został piłkarzem Dacii Kiszyniów. 29 lutego 2012 podpisał kontrakt z FK Połtawa, ale nie rozegrał żadnego meczu i latem 2012 został wypożyczony do końca roku do MFK Mikołajów. W kwietniu 2013 jako wolny agent zasilił skład Żemczużyny Jałta.

### Kariera reprezentacyjna
Występował w studenckiej reprezentacji Ukrainy.

## Sukcesy i odznaczenia

### Sukcesy klubowe
- mistrz Pierwszej Lihi: 2003/04

### Sukcesy reprezentacyjne
- mistrz Uniwersjady: 2009

### Sukcesy indywidualne
- król strzelców Pierwszej Lihi: 2006/07, 2007/08

### Odznaczenia
- tytuł Mistrza Sportu Klasy Międzynarodowej: 2009